# 捷克郵政
捷克郵政（Česká pošta）是捷克共和國的國有郵政公司，總部位於布拉格。2022年時，捷克郵政有員工約23,500人。捷克郵政成立於1993年1月1日。

## 外部連結
- www.ceskaposta.cz （页面存档备份，存于）